# Ottenbach (Bade-Wurtemberg)
Pour la commune suisse, voir Ottenbach (Zurich).
Ottenbach est une commune de Bade-Wurtemberg (Allemagne), située dans l'arrondissement de Göppingen, dans la région de Stuttgart, dans le district de Stuttgart.